# Мазаник, Елена Григорьевна
Еле́на Григо́рьевна Маза́ник (бел. Алена Рыгораўна Мазанік; 22 марта [4 апреля] 1914, Поддегтярня, Минская губерния — 7 апреля 1996, Минск) — советская подпольщица, непосредственный исполнитель уничтожения генерального комиссара Беларуси Вильгельма Кубе. Герой Советского Союза (1943).

## Биография
Родилась на хуторе рядом с деревней Поддегтярня (ныне — Пуховичский район Минской области) в крестьянской семье. Образование 6 классов. В 1931 году Елена поступила на работу официанткой в столовую Совнаркома БССР. Вскоре вышла замуж за Болеслава Антоновича Тарлецкого, шофёра и работника НКВД. В 1935 году у неё родился сын Евгений, умерший через полтора года. После рождения ребёнка Елена перешла работать в дом отдыха белорусского Совнаркома; в 1939 году она перенесла преждевременные роды; ребёнка спасти не удалось. В этом же году Елена перешла на работу в столовую ЦК Компартии Беларуси.
После падения Минска Елена (подруги называли её Галиной, под этим именем она была известна и немцам, и партизанам) устроилась уборщицей в одну из немецких воинских частей, потом работала официанткой на фабрике-кухне и в казино для немецких офицеров. В начале июня 1943 года она была принята на работу в трёхэтажный особняк по ул. Театральной, 27, в котором жил вместе с семьёй генеральный комиссар Белоруссии Вильгельм Кубе. Елена написала в автобиографии, что Кубе взял ее на работу, зная, что она была сотрудницей НКВД — он решил, что обратно для нее дороги не будет. 

### Подготовка убийства Кубе
К моменту начала работы Елены в особняке за Вильгельмом Кубе уже велась охота. Получив санкцию Москвы, партизанские отряды, действовавшие в районе Минска, приступили к подготовке ликвидации генерального комиссара. Так, 22 июля 1943 года в минском театре была взорвана бомба, уничтожившая 70 немецких военнослужащих. Однако Кубе покинул здание буквально за несколько минут до взрыва. 6 сентября 1943 года в результате взрыва в офицерской столовой во время банкета погибло 36 высокопоставленных чиновников и офицеров; сам генеральный комиссар по какой-то причине на банкете не присутствовал. Безрезультатна была и засада на дороге, по которой Кубе часто ездил.
8 августа 1943 года одна из бывших уборщиц, работавших у Кубе, Татьяна Калита («Тала»), познакомила Елену Мазаник с сотрудницей оперативной группы НКВД (отряд «Артур», действовавший в составе бригады «Дяди Коли»), Надеждой Троян («Канская»). В ходе ряда встреч Елена согласилась совершить ликвидацию Кубе (предполагалось заложить мину или воспользоваться ядом), а в качестве условий поставила, во-первых, эвакуацию из Минска своей семьи (сестры Валентины Шуцкой и её родственников), и, во-вторых, личную встречу с руководителем Надежды Троян, Иваном Золотарём. Однако невозможность встречи привела к тому, что Елена Мазаник, хотя и продолжила встречи с Надеждой Троян, тем не менее, перестала ей доверять, и 16 сентября заявила о невозможности совершить уничтожение Кубе по объективным причинам.
Помимо Надежды Троян налаживать контакт с Еленой Мазаник пытался ещё один партизанский агент — Николай Хохлов. В августе 1943 года вместе с немцем-антифашистом Карлом Кляйнюнгом он под видом обер-лейтенанта Отто Витгенштейна был заброшен в немецкий тыл. Действуя с позиций оперативной группы «Юрий» (командир Эммануил Куцин), Хохлов уже 18 сентября 1943 года встретился с Еленой Мазаник и попытался уговорить её устроить убийство Кубе. Однако разговор закончился ничем: Елена не поверила Хохлову и не согласилась сотрудничать с ним.
Оба этих отказа, возможно, были связаны с тем, что к этому времени на Елену Мазаник вышла связная ряда партизанских отрядов, Мария Осипова («Чёрная», «Цапля»). 3 сентября 1943 года через директора минского кинотеатра Николая Похлебаева она познакомилась с сестрой Елены, Валентиной, а уже через Валентину встретилась с «Галиной». Осиповой Елена Мазаник поставила те же условия, что и Надежде Троян: эвакуация семьи сестры и личная встреча с командиром. Так как сама «Галина» не могла отлучиться из Минска, на встречу с партизанским командиром — майором Николаем Фёдоровым («Колокол», один из руководителей спецотряда «Дима») отправилась Валентина, и лишь после этого Елена согласилась обсуждать конкретные предложения по ликвидации Кубе.
Первое предложение, выдвинутое Осиповой — воспользоваться для совершения теракта мышьяком — было сразу же отвергнуто Еленой, так как первым обедал маленький ребёнок Кубе, что могло привести к срыву операции. В итоге Кубе было решено взорвать.
20 сентября 1943 года подготовка операции завершилась: Мария Осипова передала Елене Мазаник небольшую мину и — на всякий случай — яд для самоубийства.

### Уничтожение Кубе
В ночь на 21 сентября 1943 года Елена и Валентина запустили часовой механизм мины, рассчитанный на 24 часа. Примерно в 6.30 Елена, обернув мину платком и положив её в сумку, вышла на работу. На случай провала у неё был при себе яд. Тем временем в деревне Масюковщина собирала вещи семья Валентины; загрузившись на две подводы, они выехали — сначала в направлении Минска, а потом — к партизанам.
Охранники Кубе, стоявшие на входе, не стали обыскивать хорошо знакомую им уборщицу — они, правда, обратили внимание на платок, которым была обвёрнута мина, но удостоверились словами Елены, которая сказала, что несёт платок в подарок супруге Кубе Аните. Переодевшись, Елена подвязала мину под платье. Фартук завязывать не стала, и взрывное устройство под ним оказалось совершенно незаметно. Через некоторое время Елена отпросилась у Аниты уйти с работы — под предлогом зубной боли.
Примерно в 10 часов утра Кубе ушёл на работу, ушли в школу его старшие дети, а через некоторое время ушла в магазин с младшим ребёнком и Анита. Так как в доме осталась ещё только одна служанка — Янина, то Елена сумела проникнуть в спальню Кубе на втором этаже и заложить мину. Сразу после этого она покинула здание, сославшись на разрешение хозяйки.
Примерно в это же время с работы ушла и Валентина. Сев в поджидавшую их машину, выделенную директором кинотеатра Николаем Похлебаевым, Елена, Валентина и Мария Осипова вскоре выбрались из города. Шофёр Николай Фурс высадил их в лесу, откуда женщины беспрепятственно добрались до партизанской базы.
В 00.40 22 сентября 1943 года мина сработала. Кубе был убит на месте; находившаяся рядом его беременная жена Анита не пострадала.
В 22.00 12 октября 1943 года Елена Мазаник вместе с прочими участницами ликвидации Кубе была отправлена на самолёте в советский тыл. После написания отчёта её ещё ждал обстоятельный допрос. Ввиду особой важности дела, допрос вели нарком госбезопасности В. Меркулов, его заместитель Б. Кобулов и начальник разведывательного управления генштаба РККА Ф. Кузнецов.
Уничтожение Кубе планировалось и другими группами советской разведки. После успешно проведённой операции ряд руководителей этих групп, не успев получить достоверные сведения, отправили в Москву отчёты, сообщавшие об успехе. Так, командир спецгруппы при Центральном и Белорусском штабе партизанского движения майор Степан Казанцев сообщил, что Кубе погиб от мины, заложенной под матрац его кровати узником минского гетто Львом Либерманом, работавшим в квартире Кубе чернорабочим. Также ложные сведения были указаны командиром оперативной группы «Мстители» НКГБ БССР С. В. Юриным: по его словам, Елена Мазаник, уничтожившая Кубе, была связана именно с его группой. После проверки обстоятельств операции 29 октября 1943 года Елена Мазаник (вместе с Марией Осиповой и Надеждой Троян) получила звание Героя Советского Союза.

### После войны
Замуж Мазаник после войны не вышла. В 1946 году вступила в ряды ВКП(б). Проживала в Минске.
В 1948 году окончила Высшую республиканскую партийную школу при ЦК Компартии Белоруссии, в 1952 году — Минский государственный педагогический институт.
С 1952 по 1960 год работала заместителем директора Фундаментальной библиотеки Академии наук Белорусской ССР. Заслуженный работник культуры Белорусской ССР.
Вдова Вильгельма Кубе Анита писала письма Мазаник, но та не отвечала на них.
Скончалась 7 апреля 1996 года, похоронена на Восточном кладбище Минска.

## Награды
- Медаль «Золотая Звезда» Героя Советского Союза № 1208 (29 октября 1943).
- Орден Ленина (29 октября 1943).
- Орден Отечественной войны I степени.
- Медали СССР.
- Заслуженный работник культуры Белорусской ССР

## В искусстве
- В 1958 году по мотивам убийства генерального комиссара Белоруссии Вильгельма Кубе вышел советский художественный фильм «Часы остановились в полночь».
- В 2012 году по мотивам убийства гауляйтера Минска снят сериал «Охота на гауляйтера» (режиссёр Олег Базилов).
- В 2013 году вышел документальный сериал с названием «Диверсанты», в третьей серии которого описывается подготовка и убийство гауляйтера Вильгельма Кубе.